# Michele Straniero
Michele Straniero de son vrai nom  Michele Luciano Straniero (né à Milan le 27 septembre 1936 et mort à Turin le  7 décembre 2000), est un auteur-compositeur-interprète, musicologue et journaliste italien.

## Biographie
Michele Straniero est l'un des fondateurs en 1958 à Turin et un des membres les plus actifs du groupe Cantacronache, un mouvement engagé à valoriser la chanson par l'engagement social. Ce groupe politico-musical qui réunissait entre autres des intellectuels comme Italo Calvino et Franco Fortini se consacrait à la création de chansons politiquement engagées en antithèse aux thèmes consuméristes. 
Après un grave accident de la circulation avenu à l'été 1998 dont il ne s'était pas remis, Michele Straniero est mort le 7 décembre 2000, à l'âge de 64 ans, à l'hôpital delle Molinette de Turin. 
Figurant parmi les auteurs de la première édition du Zecchino d'Oro, il a écrit les paroles de Girotondo rataplan.